# Rudy (województwo świętokrzyskie)
Rudy – wieś w Polsce, położona w województwie świętokrzyskim, w powiecie ostrowieckim, w gminie Waśniów.
W latach 1975–1998 Rudy administracyjnie należał do województwa kieleckiego.
Przed 2023 r. miejscowość była częścią wsi Boleszyn.